# Noah Juulsen
Noah Juulsen, född 2 april 1997, är en kanadensisk professionell ishockeyback som är kontrakterad till Montreal Canadiens i National Hockey League (NHL) och spelar för deras primära samarbetspartner Rocket de Laval i American Hockey League (AHL). Han har tidigare spelat på lägre nivåer för St. John's Icecaps i AHL och Everett Silvertips i Western Hockey League (WHL).
Juulsen draftades i första rundan i 2015 års draft av Montreal Canadiens som 26:e spelare totalt.

## Statistik
| 2012–2013  | Fraser Valley Thunderbirds | BC MML     | 35  | 6  | 19 | 25  | 24  | —  | — | — | — | —  |
|            | Everett Silvertips         | WHL        | 1   | 0  | 0  | 0   | 0   | —  | — | — | — | —  |
| 2013–2014  | Everett Silvertips         | WHL        | 59  | 2  | 8  | 10  | 32  | 3  | 0 | 0 | 0 | 2  |
| 2014–2015  | Everett Silvertips         | WHL        | 68  | 9  | 43 | 52  | 42  | 6  | 0 | 1 | 1 | 8  |
| 2015–2016  | Everett Silvertips         | WHL        | 63  | 7  | 21 | 28  | 37  | 6  | 0 | 2 | 2 | 10 |
| 2016–2017  | Everett Silvertips         | WHL        | 49  | 12 | 22 | 34  | 38  | 10 | 0 | 2 | 2 | 10 |
|            | St. John's Icecaps         | AHL        | —   | —  | —  | —   | —   | 2  | 0 | 0 | 0 | 0  |
| 2017–2018  | Montreal Canadiens         | NHL        | 1   | 0  | 0  | 0   | 2   | —  | — | — | — | —  |
|            | Rocket de Laval            | AHL        | 31  | 1  | 5  | 6   | 8   | —  | — | — | — | —  |
| NHL totalt | NHL totalt                 | NHL totalt | 1   | 0  | 0  | 0   | 2   | —  | — | — | — | —  |
| AHL totalt | AHL totalt                 | AHL totalt | 31  | 1  | 5  | 6   | 8   | 2  | 0 | 0 | 0 | 0  |
| WHL totalt | WHL totalt                 | WHL totalt | 240 | 30 | 94 | 124 | 149 | 25 | 0 | 5 | 5 | 30 |

### Internationellt
| Källa: Uppdaterad: 2018-02-23 | Källa: Uppdaterad: 2018-02-23 | Källa: Uppdaterad: 2018-02-23 |         | Utv = Utvisningsminuter | Utv = Utvisningsminuter | Utv = Utvisningsminuter | Utv = Utvisningsminuter | Utv = Utvisningsminuter |
| År                            | Lag                           | Mästerskap                    | Matcher | Mål                     | Assists                 | Poäng                   | Utv                     |                         |
| ----------------------------- | ----------------------------- | ----------------------------- | ------- | ----------------------- | ----------------------- | ----------------------- | ----------------------- | ----------------------- |
| 2017                          | Kanada                        | JVM                           | 7       | 0                       | 2                       | 2                       | 4                       |                         |
| Junior totalt                 | Junior totalt                 | Junior totalt                 | 7       | 0                       | 2                       | 2                       | 4                       |                         |